# Rubejivka, Narodîci
Rubejivka (în ucraineană Рубежівка) este un sat în comuna Huto-Mareatîn din raionul Narodîci, regiunea Jîtomîr, Ucraina.

## Demografie
Componența lingvistică a localității Rubejivka
     Ucraineană (98,88%)
     Rusă (1,12%)
Conform recensământului din 2001, majoritatea populației localității Rubejivka era vorbitoare de ucraineană (98,88%), existând în minoritate și vorbitori de rusă (1,12%).